# Lobster
Pour les articles homonymes, voir Lobster (homonymie).
Lobster est une sculpture en aluminium réalisée en 2003 par l'artiste américain Jeff Koons et représentant une bouée en forme de homard suspendue par la queue à une chaîne.